# Maryland State House

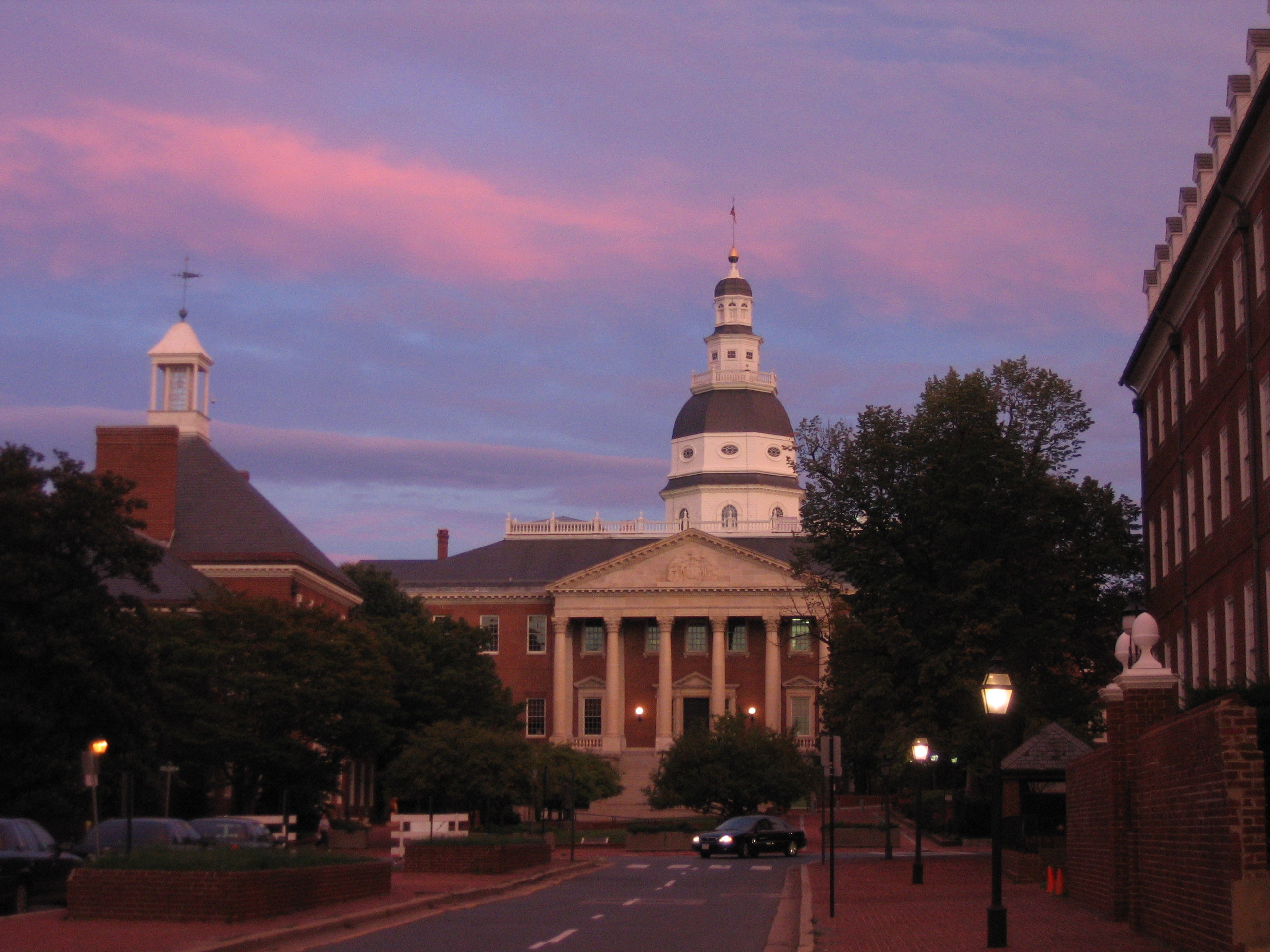
Maryland State House i solnedgång

Maryland State House är säte för delstaten Marylands lagstiftande församling, Maryland General Assembly, i Annapolis och den äldsta kapitoliumbyggnaden i en amerikansk delstat som fortfarande används för sitt ursprungliga ändamål. 

## Bakgrund
Huset är unikt i det att det är den enda kapitoliumbyggnaden i en delstat som dessutom har tjänstgjort som USA:s kapitoliumbyggnad då kontinentalkongressen hade sina möten i den gamla senatskammaren mellan 26 november 1783 och 13 augusti 1784. Huset ritades av arkitekten Joseph Horatio Anderson och byggnadsarbetet inleddes år 1772. Huset var således inte helt färdigt då det var säte för kontinentalkongressen. Exteriören blev färdig år 1788 och interiören år 1797.
Åskledaren på kupolen är den största av sitt slag som installerades under uppfinnaren Benjamin Franklins livstid och den konstruerades enligt Franklins instruktioner.

## Guvernörens kansli och residens

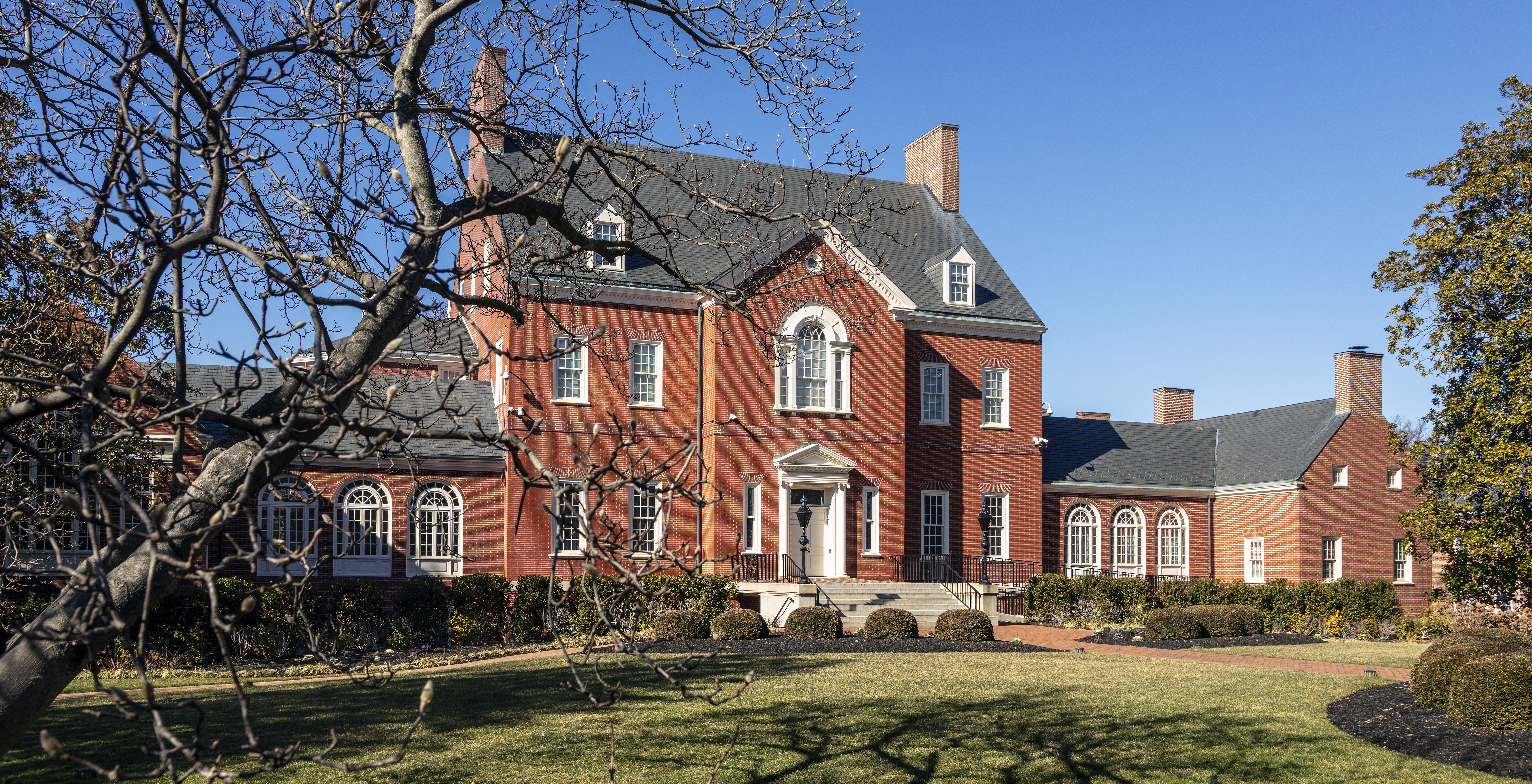
Guvernörens residens, Government House (2022).

Maryland State House rymmer även kansliet för Marylands guvernör. Guvernörens residens, Government House, ligger på andra sidan gatan från delstatshuset.